# Noblesse (stokerij)

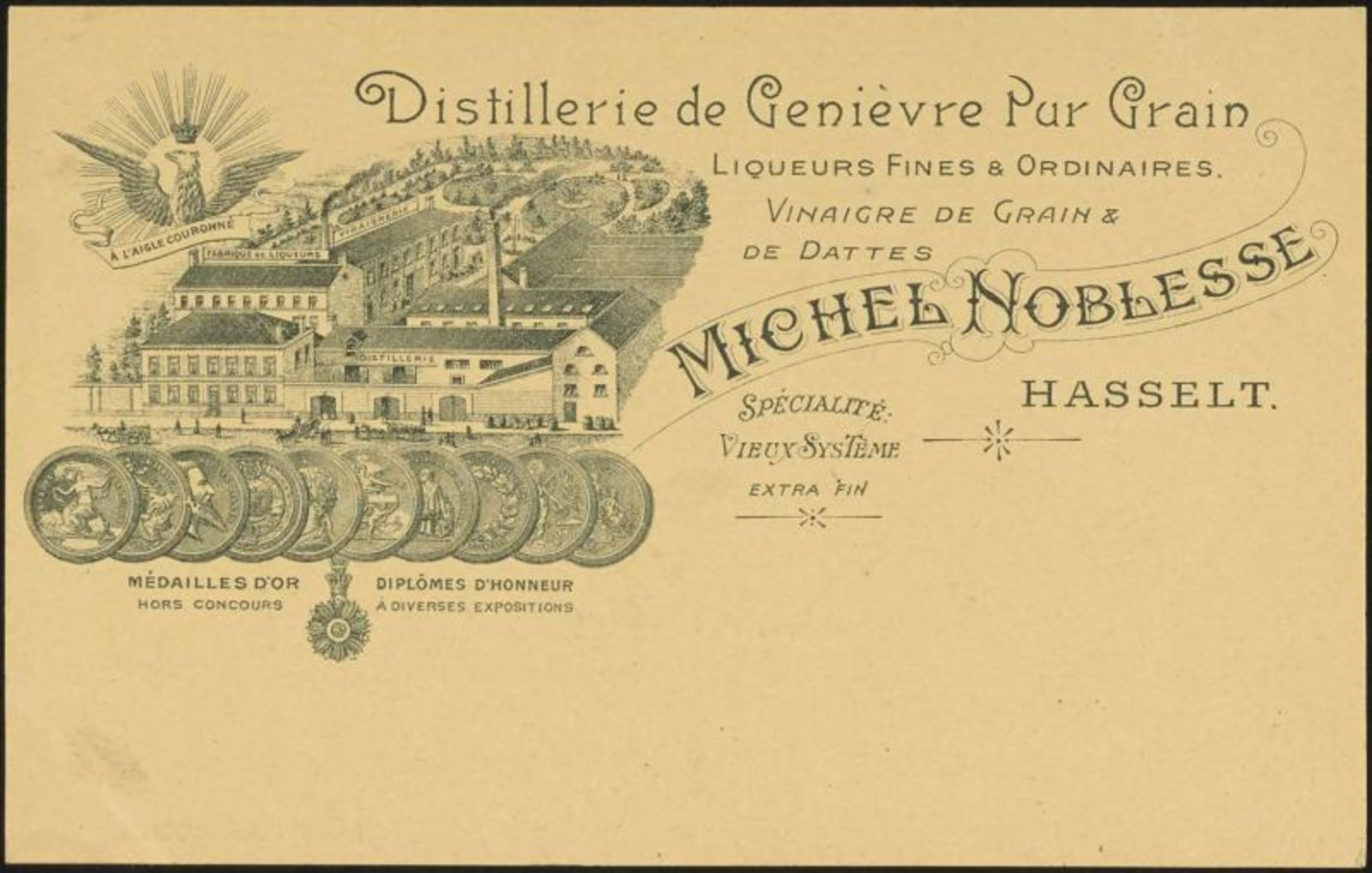
Briefkaart distilleerbedrijf Noblesse

Het bedrijf Noblesse was een stokerij in Hasselt. Het bedrijf werd eind 19e eeuw opgericht en produceerde nog tot 1950.

## Geschiedenis
Michel Noblesse richtte in 1882 de Distillerie de l’Aigle Couronné op in de Koningin Astridlaan te Hasselt.
Op 17 oktober 1905 werd de merknaam A L’Aigle Couronné, samen met de afbeelding van een gekroonde arend met gespreide vleugels, gedeponeerd. In 1909 diende de Nederlandse Gist- en Spiritusfabriek, die  ook gebruik maakte van een arend met gespreide vleugels in haar handelsmerk, een klacht in wegens het gebruik van dit beeld. Op 30 juni 1909 is er een akkoord waarbij stokerij Noblesse de naam kan behouden maar de oorspronkelijke afbeelding niet langer mag gebruiken. Op 4 februari 1910 deponeert stokerij Noblesse een nieuw handelsmerk, nu met de afbeelding van een arend met gesloten vleugels.
Na de dood van Michel Noblesse in 1912 zet zijn zoon Joseph het bedrijf verder onder de naam Noblesse.
Het bedrijf werd in 1934 door Joseph Noblesse overgelaten aan zijn zonen, Michel en Guillaume.
Na de Tweede Wereldoorlog, in 1947, zette Michel het bedrijf op beperkte schaal verder op een nieuwe locatie, Hemelrijk 4 te Hasselt. De stokerij sluit in 1950 haar deuren.

## Productie en merken
Het bekendste product van Noblesse was Oude Karel of Vieux Carlo. Dit werk werd in 1942 gedeponeerd. Het bedrijf produceerde tevens het merk Vieux système spécial 1830 en een advocaat met de naam Sussex.
Net zoals veel andere jenever- en likeurstokers, produceerde Noblesse rond de eeuwwisseling 1900 ook azijn.

## Promotie en reclame
Het bedrijf was aanwezig op verschillende wereldtentoonstellingen, waar ze een promotiestand hadden, bijvoorbeeld op de Wereldtentoonstelling van 1905 in Luik. In 1910 is Michel Noblesse met de distillerie aanwezig op de wereldtentoonstelling in Brussel.
Merchandising was het bedrijf niet vreemd. Ze gaven onder andere speelkaarten uit om hun producten te verkopen.